# Tineopsis saturata
Tineopsis saturata là một loài bướm đêm thuộc phân họ Arctiinae, họ Erebidae.